# Aeroportul Internațional Husein Sastranegara
Aeroportul Internațional Husein Sastranegara (IATA: BDO, ICAO: WICC) este un aeroport din Bandung, Provincia Java de Vest, Java⁠(d), Indonezia ce deservește zona Provincia Java de Vest. Aeroportul a fost tranzitat în 2018 de 4.310.000 de pasageri. A fost deschis în 1925.
Situat la o altitudine de 742 m, aeroportul dispune de o singură pistă. Este operat de Angkasa Pura⁠(d).